# Salani Editore
Adriano Salani Editore es una editorial italiana, principalmente para niños. Fue fundada en 1862 en Florencia por Adriano Salani y es una de las editoriales italianas más antiguas aún vigentes.

## Historia
Nació como una imprenta, pero pronto empezó a editar sus propios libros. Tras la muerte de Adriano Salani en 1904, la editorial pasó a manos de su hijo Ettore Salani, y más tarde a su sobrino, Mario Salani. A partir de 1937, la editorial atravesó un difícil período de crisis, debido también al cierre de la imprenta.
En 1987, Salani fue comprada por Mario Spagnol, que ya controlaba la editorial Longanesi . Se apostó por clásicos juveniles como Roald Dahl, Astrid Lindgren, Mary Norton, Eva Ibbotson, Jacqueline Wilson, y por nuevas caras italianas, como Silvana Gandolfi, Emanuela Nava, Anna Russo, Silvana De Mari y Matteo Corradini .
Pero su éxito más sonoro fue la publicación exclusiva de la traducción italiana de Harry Potter y la piedra filosofal y, más tarde, de toda la serie.
En 1999 muere Mario Spagnol y Salani es dirigida por Luigi Spagnol .
En 2005, tras un acuerdo entre las familias Spagnol y Mauri, el grupo editorial, compuesto por las editoriales Corbaccio, Garzanti, Guanda, Longanesi, Nord, Ponte alle Grazie, Salani, TEA, Vallardi y ProLibro, toma el nombre de Grupo editorial Mauri Spagnol .
La sociedad Adriano Salani Editore está controlada por Messaggerie Italiane . Desde 2007, Gianluca Mazzitelli es su director general, ex director general de la editorial desde 2002.

## Artículos relacionados
- Andrés Bouchard
- Roald Dahl
- Astrid Lindgren
- Jo Nesbo
- J. K. Rowling
- Igor Sibaldi
- Bruno Tognolini
- Mateo Corradini
- Marilù S. Manzini
- Claudio Morandini
- Anna Parisi
- Erin Doom